# فهرست تروریسم دیدبان اینترپل
فهرست تروریسم دیدبان اینترپل (انگلیسی: Interpol Terrorism Watch List) در تاریخ ۱۱ آوریل ۲۰۰۲ توسط اینترپل در جریان ۱۷مین کنفرانس منطقه ای بین‌المللی برای آمریکای شمالی در مکزیکو سیتی، در دسترس دفاتر اینترپل و سازمان‌های مجاز پلیس در ۱۸۴ کشور عضو آن قرار گرفت.

## پس از ۱۱ سپتامبر
پس از حملات ۱۱ سپتامبر و قطعنامه ۱۳۷۳ شورای امنیت سازمان ملل متحد، اینترپل اقداماتی را در چند مرحله از جمله ایجاد مرکز فرماندهی ۲۴ ساعته، در ۷ روز هفته و یک سیستم ارتباطی برای شناسایی لیست تأمین مالی تروریسم، برای حمایت از نیروهای پلیس کشورهای عضو انجام داده‌است.

## اجازه دسترسی
فهرست دیدبان تروریسم اینترپل اجازه دسترسی اطلاعات در مورد فراریان و مظنون تروریست‌ها را از طریق آژانس‌های مجاز پلیس می‌دهد. لیست سازمان دیدبان اینترپل شامل لیست متمرکز از افرادی است که در اطلاعیه اینترپل برای بازداشت (قرمز)، محل (آبی) و اطلاعات (سبز) می‌باشد. علاوه بر این، فهرست دیدبان تروریسم شامل گذرنامه‌های به سرقت رفته‌است. فهرست دیده‌بان برای مأموران پلیس با کدهای ویژه قابل دسترسی می‌باشد.
اینترپل همچنین استفاده از لیست سیستم I24 / 7 خود را در کنار لیست دیدبان را تشویق می‌کند.